# ピエトロ1世・ディ・サヴォイア
ピエトロ1世・ディ・サヴォイア （Pietro I di Savoia, 1048年 - 1078年7月9日） は、サヴォイア伯、アオスタ伯、モーリエンヌ伯（在位：1057年 - 1078年）。オッドーネ・ディ・サヴォイアとアデライデの長男。フランス語名ピエール1世・ド・サヴォワ（Pierre Ier de Savoie）。

## 生涯
父の死んだ1057年に爵位を継承したが、後に爵位を継ぐ弟アメデーオと共に母の言うがままに統治を行っており、実権は持ち得ていなかった。
数少ない功績としてラ・ヴェッツァの所有に関して、アスティ司教と意見の相違を平和的に解決したことが挙げられる。治世中にはトリノ司教クニベルトと協定を結んでサン・ミケーレ・デッラ・キウーザの修道院の僧と対立するなどいくつかの武力衝突も起こした。1065年頃にアキテーヌ公ギヨーム7世の娘アニェーゼ・ディ・ポワティエ（またはアニェーゼ・ダクイターニア）と結婚したが男子に恵まれず、弟アメデーオ2世が後を継いだ。
アニェーゼとの間には以下の子供が生まれた。
- アニェーゼ（Agnese） - 1080年、トリノ辺境伯フェデリーコ・ディ・モンベリアル（? - 1091年）と結婚[4]
- アリーチェ（Alice） - サヴォーナ侯ボニファーチョ・デル・ヴァストと結婚